# Hampeella pallens
Hampeella pallens là một loài rêu trong họ Ptychomniaceae. Loài này được (Sande Lac.) M. Fleisch. mô tả khoa học đầu tiên năm 1908.